# Bellator 124
Bellator 124: Newton vs. Beltran foi um evento de artes marciais mistas promovido pelo Bellator MMA ocorrido em 12 de setembro de 2014 no Compuware Arena em Plymouth Township, Michigan. O evento foi transmitido ao vivo na Spike TV nos Estados Unidos.

## Background
O evento teve como luta principal a luta pelo Cinturão Meio Pesado do Bellator entre Emanuel Newton e Joey Beltran.
O evento também contou com a Final do Torneio de Meio Pesados entre Liam McGeary e Kelly Anundson no co-evento principal, para determinar o próximo desafiante ao título.

## Card Oficial
Nota 1 Pelo Cinturão Meio Pesado do Bellator.

Nota 2 Final do Torneio de Meio Pesados.

## Ligações Externas
1. ↑  Nota 1
2. ↑  Nota 2